# 달네고르스크
달네고르스크(러시아어: Дальнего́рск)는 프리모르스키 지방의 포그라니치누이 군에 속한 도시이다. 원래 명칭은 테튜헤(러시아어: Тетюхе, 중국어: 野猪河 yĕzhūhé[*], 문화어: 쩨쮸헤)이고 1973년에 중국어 지명이 소련에 의해 개명되었다(1860년의 베이징 조약까지는 연해 지방은 청의 영토였기 때문에, 중국어 지명이 많이 남아 있었다).

## 개요
도시는 1896년에 세워졌다. 인구는 2003년 시점에서 4만 1,800명의 광공업 도시이고, 1989년에 시로 등록되었다.

## 사건
달네고르스크 근교의 이즈베슷코바야 산(Mount Izvestkovaya, 별명 611 고지)에서 1986년에 밝게 빛나는 구형의 물체가 목격되었다. 이를 두고 UFO가 추락 또는 착지했다고 주장하는 사람이 있으며, "611 고지 UFO 사건"이라 부른다.

## 같이 보기
- 악마의 문 동굴